# The Very Pulse of the Machine
"The Very Pulse of the Machine" är en science fiction-novel skriven av Michael Swanwick, och publicerades i februari 1998. Den vann 1999 Hugopriset för  bästa novell, samt nominerades 1999 till Locuspriset samt priset Amisovs läsarundersökning.

## Handling
Astronauten Martha Kivelsen utsforskar Io med en strövare. Strövaren förstörs i en krasch, och Martha Kivelsen beslutar sig för att använda sig av delar av strövare till att göra en släde och dra sin kollega tillbaka till landaren innan syret i syrgastuben tar slut. Det finns ingen tid för sömn, så för att hålla henne vaken drogas hon, vilket gör att hon drabbas av hallucinationer.

### Fotnoter
1. ↑  läs online, www.thehugoawards.org .[källa från Wikidata]
2. ↑  ”The LOCUS Index to SF Awards”. Arkiverad från originalet den 28 juli 2012. https://www.webcitation.org/69VB9eH27?url=http://www.locusmag.com/SFAwards/Db/NomLit134.html#5091-1998. Läst 3 oktober 2014.